# Libra de Nueva Jersey
La libra de Nueva Jersey o menos conocida como libra neojerseíta era la unidad monetaria desde 1702 de la colonia inglesa de Nueva Jersey, luego de la unificación de los territorios orientales con los occidentales y la adopción de su chelín de Nueva Jersey Occidental, y se complementó desde 1709 con papel moneda local y ambos circularon hasta 1776, año de la Guerra de Independencia de los Estados Unidos del que pasó a formar parte. Posteriormente comenzaron a acuñar monedas del continental y a emitir papel moneda pero al fracasar este sistema monetario, se retomó la libra local en 1786 —como parte de los Estados Unidos de América, con su independencia reconocida desde 1783— y que con los billetes continuaron hasta 1793, para ser remplazados por el dólar estadounidense.
Por la «proclamación de la Reina Ana» de 1704 y legislada por el parlamento del recién creado Reino Unido de Gran Bretaña en 1707, estandarizó el valor de todas las monedas ultramarinas en 6 chelines coloniales por dólar español, por lo que a su vez equivalía a 4 chelines con 6 peniques de libra esterlina y por lo tanto un chelín colonial era 9 peniques de libra esterlina. Posteriormente hacia 1750 se fijó la tasa de cambio a 7 chelines con 6 peniques jerseítas por dólar español, por lo que le dio bastante estabilidad.

## Historia
El territorio entre los ríos Delaware y Hudson —actual Nueva Jersey— también estaba dominado por los colonos neerlandeses de los Nuevos Países Bajos (que había surgido en 1624) con la fundación en el sur de su primera factoría llamada Fort Nassau en 1626, luego la efímera Zwaanendael (Hoernkill, New Deale o Lewes) en 1631 a 1632 —en la actual Delaware, nuevamente de 1663 a 1664 y de 1673 a 1674, repoblado por ingleses de Nueva York en 1680, pasó a Pensilvania en 1682— y después el tercer establecimiento de Fort Beversreede en 1633 en la orilla izquierda de la desembocadura del río Schuylkill.
Además en el norte del mismo territorio fundaron a Pavonia en 1630, a Vriessendael o Edgewater en 1640 y a Awiehawken o Weehawken en 1647, todo gracias al comercio y a las compras de tierras que hacían a los amerindios lenape, pero estos tres últimos fueron perdidos en la guerra del melocotón en 1655 entre los aborígenes conestoga y los neerlandeses, y cuyos habitantes se terminaron por concentrar en el nuevo pueblo de Bergen o Jersey en 1660, cerca de los anteriores y en donde se usaba el rijksdaalder neerlandés hasta 1664.
Mientras tanto llegaron los colonos suecos que erigieron en la orilla occidental del río Delaware a su primer establecimiento llamado Fort Christina o Wilmington en 1638 —en la actual Delaware— que pasó a ser la capital de Nueva Suecia y a Fort Mecoponacka, Upland o Chester en 1641 —en la actual Pensilvania— pero también en la orilla oriental en donde fundaron la colonia agrícola de Obisquahassit o Pennsville en 1641 y a Fort Nya Elfsborg o Salem en 1643 a 1651 (repoblado por ingleses en 1675) y además sobre el citado río Schuylkill que es un afluente occidental del Delaware se erigió la factoría de Fort Nya Korsholm en 1648 —también en la actual Delaware— enfrente de aquel tercer fuerte neerlandés, luego a Nya Stockholm o Bridgeport en 1649 y a Sveaborg o Swedesboro en 1650, y en donde circulaba el riksdaler sueco.
Entonces los neerlandeses reubicaron aquel primer fuerte río abajo del Delaware con el nombre de Fort Casimir (Nieuw Amstel o New Castle) en 1651, al sur de Fort Christina pero fue ocupado por los suecos en 1654 y fue renombrado como Fort Trefaldighet (fuerte Trinidad o Fort Trinity), lo que provocó definitivamente la invasión y anexión del territorio por los neerlandeses en 1655 y adonde llevaron también a sus rijksdaalders o táleros imperiales.
Luego de la segunda guerra anglo-neerlandesa y la consecuente ocupación de los Nuevos Países Bajos por los ingleses, el rey Carlos II de Inglaterra nombró en 1664 a su hermano Jacobo, duque de York, como gobernador propietario de la incipiente colonia de Nueva York, y este para saldar una deuda entregó un territorio entre los ríos Delaware y Hudson al nuevo gobernador propietario Sir George Carteret, I baronet y vicealmirante, y la otra sección a John Berkeley, I barón Berkeley de Stratton.
Ambos propietarios nombraron en el mismo año a un único gobernador de la incipiente provincia de Nueva Jersey que fundaron a la capital Elizabeth en 1664 (dejaría de serlo en 1673) y Sir Carteret emitió varias concesiones adicionales a los terratenientes que iniciaron ciudades como en el ya existente pueblo de Bergen, también en Newark y Piscataway en 1666 y en Woodbridge en 1669. Pero Lord Bekerey vendió su territorio indiviso en 1674 a dos cuáqueros, uno llamado John Fenwick que fundó a Salem en 1675 en el abandonado Fort Nya Elfsborg, y el otro de nombre Edward Byllynge, pero ambos por problemas financieros provocaron la división provincial entre este y oeste.
La provincia de Nueva Jersey Occidental del gobernador propietario Fenwick, que poseía en el sur los asentamientos de la desaparecida Nueva Suecia que había caído ante los neerlandeses en 1655 y estos a su vez ante los ingleses en 1664, también fundó allí la capital en Burlington en 1677 y a Trenton en 1679. Un cuáquero inglés residente en Dublín llamado Mark Newby llevó una cantidad sustancial de monedas a la nueva colonia, que originalmente iban a ser para Irlanda pero no había sido posible, y fueron aprobadas para circular como el chelín de Nueva Jersey Occidental en 1682 y fueron conocidas como las «monedas de San Patricio», por la imagen suya en el reverso, o bien las «monedas de Newby». Por esta época se fundaron nuevos poblados como el aserradero Huncock o Bridgeton en 1686 y los caseríos de Dorchester y Leesburg en 1691. 
Al mismo tiempo la provincia de Jersey Oriental había caído bajo la dependencia de la provincia de Nueva York desde 1674 —al igual que el territorio de Delaware hasta 1682, con el citado pueblo de Lewes, que pasó a formar parte del incipiente gobernador propietario William Penn que había fundado la nueva provincia de Pensilvania en 1681— luego de liberarse de los neerlandeses (1673-1674) que la habían reconquistado brevemente, posteriormente se fundaron nuevos establecimientos en Perth Amboy en 1684 y tres más, Freehold, Shrewsbury y Middletown en 1693. Dichas «monedas de San Patricio» fueron adoptadas por la provincia de Jersey Oriental al unirse con la de Jersey Occidental en 1702, año que comenzó la guerra de la reina Ana, entre Gran Bretaña y Francia (duró hasta 1713), y esta era la contrapartida a la guerra de sucesión española en Europa.
Por la «proclamación de la Reina Ana» de 1704 y legislada por el parlamento del recién creado Reino Unido de Gran Bretaña en 1707, estandarizó el valor de todas las monedas ultramarinas en 6 chelines coloniales por dólar español, por lo que a su vez equivalía a 4 chelines con 6 peniques de libra esterlina y por lo tanto un chelín colonial era 9 peniques de libra esterlina. De esta forma surgió así la libra de Nueva Jersey desde 1702 —circularon junto a las monedas británicas, coloniales y extranjeras— y se complementó con el papel moneda desde 1709 pero gracias a un acuerdo de los comerciantes hacia 1750 se fijó la tasa de cambio a 7 chelines con 6 peniques jerseítas por dólar español, lo que le dio bastante estabilidad y dicha libra local circuló hasta 1776, año de la Guerra de Independencia de los Estados Unidos.
En dicha fecha que pasó a formar parte de la nueva nación independiente de manera fáctica, se comenzó a emitir papel moneda nacional y a acuñar monedas del continental pero al fracasar este sistema monetario, se retomó la libra local en 1786 con nuevas acuñaciones de fraccionarios, aunque seguía formando parte de los Estados Unidos de América, cuya independencia había sido reconocida por el Reino Unido en 1783, y que con los billetes continuaron circulando hasta 1793, para ser remplazados por el dólar estadounidense.

## Billetes

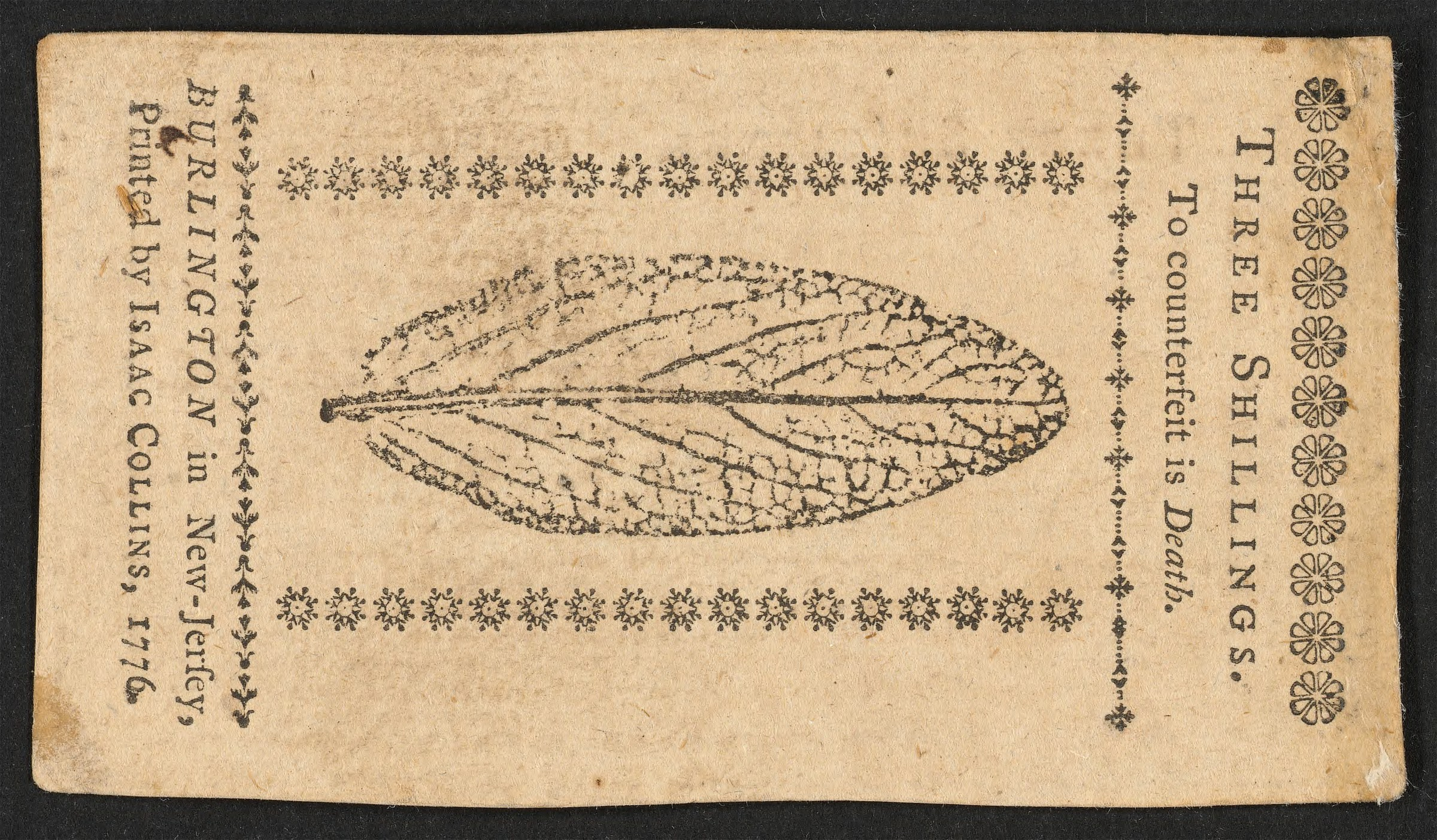
Anverso de papel moneda colonial local de 3 chelines de la provincia de Nueva Jersey, de 1776.

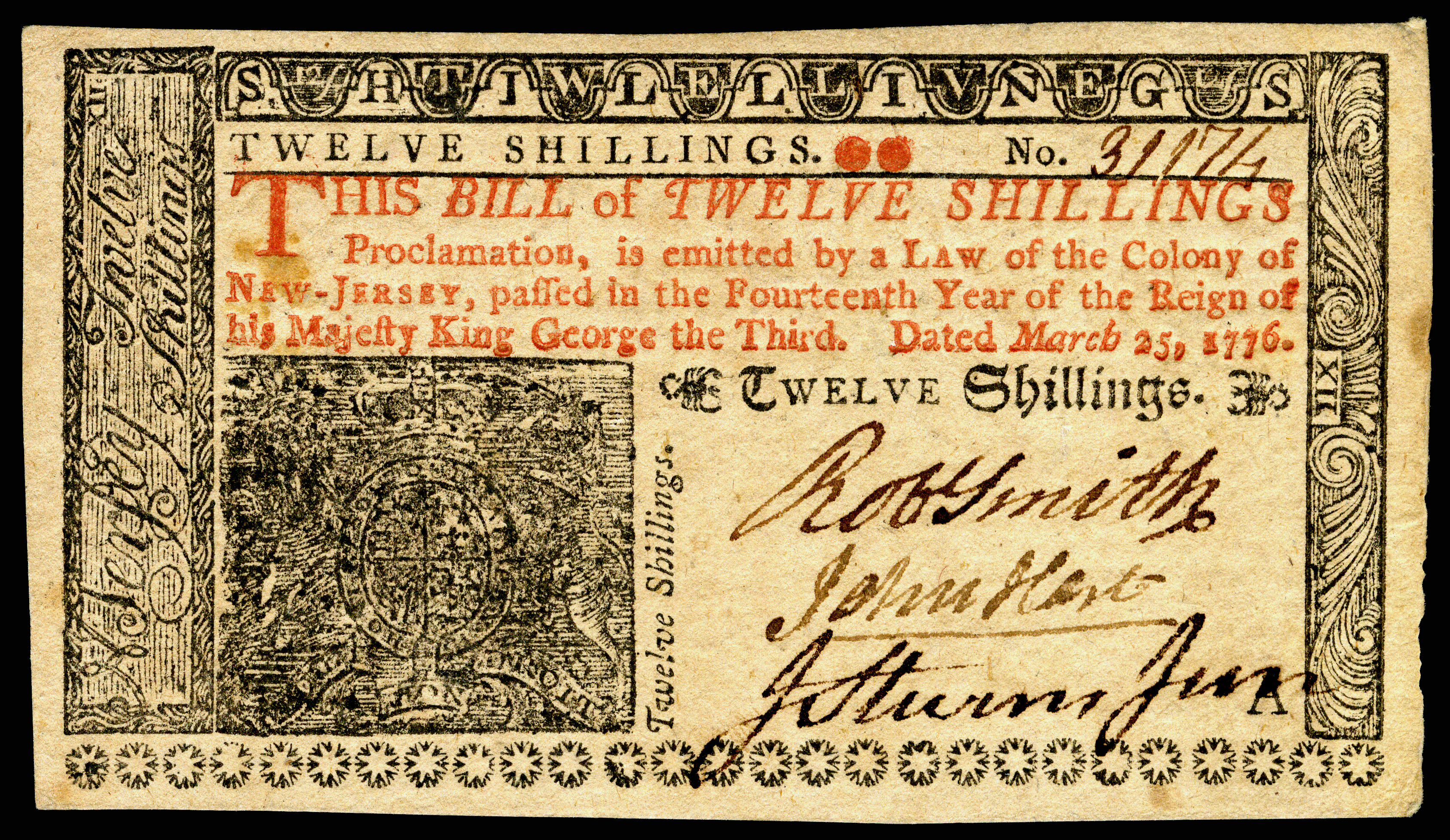
Anverso de billete de 12 chelines del 25 de marzo de 1776.

- 3 chelines (three shillings, en inglés) desde 1709 hasta 1793.[4]
- 12 chelines (twelve shillings, en inglés, o bien 1 libra neojerseíta o one pound) desde 1709 hasta 1793.[4]

## Monedas
- 1⁄4 penique (farthing pero sin figurar en la pieza ni la fecha tampoco) de cobre desde 1702 hasta 1776 con 25 mm de diámetro y alineación de medalla, en el anverso con la imagen sentada del rey David coronado con túnica, mirando a la izquierda y tocando el arpa, encima con una corona real y todo orlado con la leyenda en latín: FLOREAT REX (que el rey florezca), en el reverso con la imagen de san Patricio de cuerpo entero y de frente, levemente hacia la izquierda, vestido de obispo con una mitra en la cabeza y con la mano derecha abierta y el brazo del mismo lado extendido y además con la mano izquierda sostiene un báculo de doble cruz y de esta manera se lo representa disipando los males de Irlanda que están fabulados como varias bestias acuáticas y serpientes, en el fondo está la Catedral de San Patricio de Dublín, y todo orlado con la leyenda en latín: QUIESCAT PLEBS (que el pueblo esté tranquilo).[3]

- 1⁄2 penique (halpenny en inglés pero sin figurar en la pieza ni la fecha tampoco) de cobre desde 1702 hasta 1776, con aproximadamente 30 mm de diámetro y alineación de medalla, el anverso semejante al anterior y en el reverso figura la imagen de san Patricio predicando a una multitud reunida a su alrededor y a su derecha está el escudo de la ciudad de Dublín conformado por tres torres, orlado por la leyenda en latín: ECCE GREX (contemplar el rebaño).[3]

- 1 penique (one penny en inglés pero sin figurar en la pieza) de cobre con año 1786 o sin él, en el anverso con busto masculino de cabello largo atado y mirando hacia la derecha con la leyenda: GEN.WASHINGTON. (general Washington) y en el reverso con el escudo de Estados Unidos con el águila o sin ella (y también sin fecha) y orlado con la leyenda en latín: .E.PLURIBUS.UNUM. o bien .E.PLURIBUS****UNUM.1786 (uno de muchos).[5]
- De cobre con año 1786, en anverso con mujer mirando a la derecha, portando con la mano derecha una larga vara que en la punta lleva un gorro frigio y con la mano izquierda, la balanza de la justicia, orlado con la leyenda en latín: IMMUNIS COLUMBIA (Columbia exenta de tareas e impuestos con libertad y justicia) y el reverso semejante al anterior pero sin águila.[5]
- De cobre con años 1786 a 1788, en el anverso con una cabeza de caballo mirando hacia la derecha y debajo un arado, orlado con la leyenda en latín: NOVA CÆSAREA (Nueva Jersey) y el reverso semejante a los anteriores pero sin águila.[5]